# Bihora
Bihora fou un petit estat tributari protegit de l'agència de Rewa Kantha a la presidència de Bombai divisió de Sankheda Mehwas. La superfície aprimada era de 4 km². Els ingressos el 1882 eren de 150 lliures i el tribt de 5 lliures es pagava al Gaikowar de Baroda. El sobirà portava el títol de thakur.